# Biometal
Biometal är ett shoot 'em up-spel till TV-spelskonsollen Super Nintendo, utgivet år 1993 av Activision. Spelaren framför en rymdfarkost, med uppdraget att besegra en armé av utomjordiska monster. Musiken till de amerikanska och europeiska versionerna spelet skapades helt och hållet av techno-gruppen 2 Unlimited, medan den japanska versionen hade helt annan musik.